# Vingergras (soort)
Vingergras (Panicum virgatum) maar misschien wel beter bekend onder de Engelse term switchgrass, is een siergrassoort die in de belangstelling staat vanwege zijn eigenschappen om als 2de generatie biomassa te dienen.
Met de naam vingergras wordt gewoonlijk het geslacht Digitaria bedoeld.